# Podkum
Podkum – wieś w Słowenii, w gminie Zagorje ob Savi. W 2018 roku liczyła 230 mieszkańców.